# The Laughing Lady (1929)
The Laughing Lady is een Amerikaanse dramafilm uit 1929 onder regie van Victor Schertzinger. Het scenario is gebaseerd op het gelijknamige toneelstuk uit 1922 van de Britse auteur Alfred Sutro.

## Verhaal
Marjorie is de vrouw van een New Yorkse bankier Hector Lee. Ze wordt aan zee gered van de verdrinkingsdood door de badmeester James Dugan. Later worden ze samen betrapt door een kamermeisje, wanneer James zich aan Marjorie wil vergrijpen in haar hotelkamer. Het schandaal wordt breed uitgesmeerd in de bouvelardpers. Hector vraagt een scheiding aan en hij eist het hoederecht over hun kind. De advocaat van Hector wordt verliefd op de vrouw van zijn cliënt.

## Rolverdeling
| Acteur              | Personage         |
| ------------------- | ----------------- |
| Ruth Chatterton     | Marjorie Lee      |
| Clive Brook         | Daniel Farr       |
| Dan Healy           | Al Brown          |
| Nat Pendleton       | James Dugan       |
| Raymond Walburn     | Hector Lee        |
| Dorothy Hall        | Flo               |
| Nedda Harrigan      | Cynthia Bell      |
| Lillian B. Tonge    | Parker            |
| Marguerite St. John | Mevrouw Playgate  |
| Hubert Druce        | Hamilton Playgate |
| Alice Hegeman       | Mevrouw Collop    |
| Joe King            | Redacteur         |
| Helen Hawley        | Rose              |
| Betty Bartley       | Barbara           |